# التخطيط العمراني في مصر القديمة
يعد استخدام التخطيط الحضري في مصر القديمة موضوعًا للنقاش المستمر. نظرًا لأن المواقع القديمة لا تبقى عادةً إلا على شكل أجزاء متناثرة، وقد ظلت العديد من المدن المصرية القديمة مأهولة بالسكان بشكل مستمر منذ أشكالها الأصلية، فإن القليل نسبيًا هو ما يُفهم فعليًا عن التصميمات العامة للمدن المصرية في أي فترة زمنية معينة.
أشار المصريون إلى معظم المدن إما باسم nwt أو dmj. يشير مصطلح Nwt عادة إلى المدن غير المخططة التي نمت بشكل طبيعي، مثل ممفيس وطيبة، بينما يمكن ترجمة dmj إلى «مستوطنة» وعادة ما يشير إلى المدن التي تم وضعها على طول الخطة.[بحاجة لمصدر] تم الحفاظ على الأدلة الأثرية لمثل هذه المدن بشكل أفضل، وتم التنقيب فيها بشكل أكثر شمولاً، في اللاهون، ودير المدينة، والعمارنة، على الرغم من وجود بعض الادعاءات حول التخطيط الحضري في مواقع أخرى أيضًا.

## فترة ما قبل الأسرات
لا توجد أي آثار تقريبًا للمستوطنات المصرية قبل تطور ثقافة العصر الحجري الحديث حوالي عام 6000 قبل الميلاد، حيث كانت المستوطنات صغيرة جدًا بالتأكيد، وكانت المباني مصنوعة من مواد قابلة للتلف مثل القصب ولم تكن مخصصة لتكون هياكل دائمة. المواقع التي نجت لا تظهر الكثير من الأدلة على التخطيط الحضري. أقدم مستوطنة معروفة تعود إلى عصر ما قبل الأسرات تقع في مريمدا-بني سلامة ‏ على الحافة الصحراوية الجنوبية الغربية دلتا النيل وتغطي حوالي 44 أكر (180,000 م2)، وهي مساحة كبيرة جدًا بالنسبة لفترة ما قبل الأسرات. أعيد بناء المدينة ثلاث مرات خلال فترة وجودها المأهولة بالسكان، وفي واحدة على الأقل من تجسيداتها، تم وضع منازلها بشكل منتظم للغاية على طول الشارع الرئيسي. تتبع جميع المنازل تقريبًا مخططًا يواجه أبوابها باتجاه الشمال الغربي، لتجنب الرياح الشمالية السائدة.
أما المستوطنات الأخرى المعروفة في فترة ما قبل الأسرات، مثل مستوطنات ثقافتي باداريان ونقادة، فقد تم بناؤها بشكل تعسفي وتفتقر إلى خطة محددة. تتكون هذه القرى في الغالب من أكواخ صغيرة تقع حول حفر تخزين دائرية.

## تل الضبعة
وفي تل الضبعة تم اكتشاف بقايا مستوطنة يعود تاريخها إلى أوائل عصر الدولة الوسطى (حوالي 2000 قبل الميلاد). الاسم القديم للمدينة غير معروف. وقد تم الكشف عن مساحة تقدر بحوالي 100 إلى 100 متر، وبالتالي فإن أجزاء من المستوطنات فقط هي المعروفة. تتكون المستوطنات من عشرة صفوف على الأقل من المنازل مقسمة بشوارع مستقيمة. هناك أدلة على أن المدينة كانت محاطة بسور. تم العثور على بقايا في الشمال. وكان هناك أيضًا مبنى أكبر. وكان الجانب الشرقي من المستوطنات يحتوي على مساحة مفتوحة. تتكون صفوف المنازل على الجانب الشرقي (غرب المساحة المفتوحة) من كتل تحتوي على اثني عشر منزلاً. كانت المنازل الفردية صغيرة، حوالي 5 أمتار في 5 أمتار، وجميعها مبنية على نفس الخطة. تتألف صفوف المنازل على الجانب الغربي من كتل تضم عشرين منزلاً على الأقل، وربما أكثر من ذلك. ظلت المستوطنة مأهولة بالسكان لمدة عشرين عامًا تقريبًا.

## اللاهون
تم بناء قرية العمال في اللاهون وسكنها في عهد سنوسرت الثاني من الأسرة الثانية عشرة. يقع بالقرب من مدخل قناة النيل المؤدية إلى واحة الفيوم، وقد ضم العمال الذين بنوا هرم سنوسرت، وكذلك الكهنة الذين حافظوا على عبادة الجنائز الملكية، وربما حتى الملك نفسه. يبدو أن القرية لم تكن مأهولة بالكامل إلا في عهد الملك.
تم تنظيم القرية وفقًا لخطة منتظمة. كان مركزها حول معبد هرم سنوسرت، الذي كان يهيمن بصريًا على القرية، وكانت تتكون من ربعين غير متساويين محاطين بجدران من الطوب اللبن على ثلاثة جوانب على الأقل. يحتوي الحي الغربي الأصغر على مساكن متواضعة نسبيًا للعمال والتي تم تصميمها على نمط شبكي مستطيل. لاحظ فليندرز بيتري، الذي كان أول من قام بالتنقيب في الموقع، كيف أن تخطيط الحي من شأنه أن يسمح لحارس ليلي واحد بحراسة المنطقة بسهولة. كانت جميع المنازل تتبع نفس النمط الأساسي والأبعاد، وكانت متباعدة بشكل متساوٍ على طول الشوارع الموازية. تم رصف الشوارع، وتم بناء قنوات تصريف المياه الحجرية فيها، والتي تؤدي إلى مصرف مركزي، مما سمح بالتخلص من المياه القذرة من المنازل. كان الحي الشرقي الأكبر بكثير يحتوي على مبانٍ أكبر بكثير، بما في ذلك القصور، و«أكروبوليس» مع مبنى حراسة ملحق به، ومخازن، وعدد قليل من مساكن العمال، وبعض المباني في الجانب الشرقي الأقصى التي لا تزال أغراضها غير معروفة.

## دير المدينة
تم بناء قرية العمال في دير المدينة، الواقعة في وادٍ على الضفة الغربية لنهر النيل مقابل طيبة، لأول مرة في عهد تحتمس الأول من الأسرة الثامنة عشرة لإيواء العمال الذين عملوا في المقابر في وادي الملوك القريب خلال عصر الدولة الحديثة. تحيط بالقرية جدار رقيق من الطوب اللبن، ومبني حول شارع مركزي. تم ربط المنازل على الجانبين، ومشاركة الجدران من أجل كفاءة البناء والمساحة. من الممكن أن تكون كتل كاملة من المنازل مغطاة بسقف واحد.
كانت القرية الأصلية تحتوي على 20 منزلاً، وربما كانت تدعم تعدادًا سكانيًا يبلغ حوالي 100 شخص. وقد توسعت القرية مرة واحدة في عهد تحتمس الثالث، وعندما عاد العمال إلى دير المدينة بعد عهد إخناتون، حيث تم نقلهم إلى تل العمارنة، توسعت القرية مرة أخرى وشكلت تسعة أحياء متميزة. في أكبر نقطة لها، احتوت دير المدينة على 120 منزلاً وربما حوالي 600 نسمة.

## تل العمارنة
قام أخناتون من الأسرة الثامنة عشرة ببناء أخيتاتون كعاصمة جديدة لمصر. أما بالنسبة للموقع فقد اختار تل العمارنة، وهو موقع جديد على الضفة الشرقية لنهر النيل، على بعد حوالي 275 كيلومترًا شمال غرب العاصمة القديمة طيبة. بعد وفاته، أصبحت المدينة مهجورة تقريبا. لقد شملت درجة التخطيط المستخدمة في بناء تل العمارنة في معظمها المباني الإدارية والدينية للمدينة المركزية. حتى الجزء المخطط من المدينة تم تصميمه وتجميعه على عجل إلى حد ما. تم بناء معظم المدينة على طول شارع رئيسي يمتد من الشمال إلى الجنوب بطول ثمانية كيلومترات، ويشار إليه اليوم باسم «الطريق الملكي»، والذي كان يربط المدينة المركزية بالمدينة الشمالية، وهي مدينة نائية ومقر إقامة الملك المحتمل. من المحتمل أن الملك كان يعيش في قصر نورث ريفرسايد في المدينة الشمالية، وهو مبنى كبير على الجانب الشرقي من الطريق الملكي ومنفصل عن بقية المدينة، محمي بسور محصن يحيط بمجموعة من المباني الخدمية الملكية. وعلى الجانب الآخر من الطريق من القصر تقع مجموعة من أكبر المنازل في المدينة، والتي ربما كانت مملوكة للنبلاء الذين كانوا قريبين من الملك. كان المبنى الإداري الذي يحتوي على مستودع ضخم يشكل الحد الشمالي للمدينة الشمالية. وفي الطرف الجنوبي من الطريق الملكي تقع المدينة المركزية، وهي مجموعة من المعابد والقصور والمباني الإدارية التي تشكل المركز التنفيذي للمدينة. يمكن العثور على المباني المخطط لها في المدينة المركزية في نقش على إحدى شواهد حدود تل العمارنة التي حددت حدود المدينة عند تأسيسها. وفيها يصف أخناتون المباني الرئيسية التي سيشيدها في عاصمته الجديدة:

… أنا أبني بيتًا لآتون لآتون أبي في أخيتاتون في هذا المكان. أنا أبني قصر أتون لآتون والدي في أخيتاتون في هذا المكان. أنا أصنع «مظلة رع» للزوجة الملكية [العظيمة]... لآتون والدي في أخيتاتون في هذا المكان. «إنني أبني بيت فرح لآتون أبي في جزيرة» آتون المتميزة باليوبيل «في أخيتاتون في هذا المكان.» لقد بنيت بيتًا لفرح آتون لآبي آتون في جزيرة «آتون المتميزة باليوبيل» في أخيتاتون في هذا المكان.

يمكن التعرف على بعض هذه المباني بسهولة من خلال نقوشها، ولكننا لا نعرف أسماء المباني الأخرى إلا من خلال هذا الكلام. على الجانب الغربي بالكامل من الطريق وربما كان يمتد إلى ضفة النهر كان القصر الكبير، الذي يتكون من عدة ساحات وقاعات حجرية، ويضم في وسطه فناء ضخم محاط بتماثيل إخناتون. وعلى الجانب الآخر من الطريق، ويتصل به جسر من الطوب، يقع بيت الملك، وهو قصر صغير ومقر إقامة الملك. إلى الجنوب من القصر (على الجانب الغربي من الطريق) كان يقع قصر قرص الشمس، وهو مبنى ديني لم يتم فهم غرضه بالكامل ولكن من المرجح أنه كان معبد الملك الجنائزي. في أقصى الشمال على الجانب الشرقي من الطريق في المدينة المركزية كان أكبر معبد على الإطلاق، وهو بيت قرص الشمس، أو معبد آتون العظيم، والذي يقع على محور شرقي غربي ويتكون من منطقة مسورة مستطيلة تبلغ مساحتها 760 مترًا × 290 مترًا، وتضم العديد من المعابد الفردية. بالقرب من المعابد كانت هناك مخازن طويلة ومساكن للكهنة. وإلى الشرق مباشرة من بيت الملك كانت توجد المكاتب والأرشيفات (التي وجدت فيها رسائل تل العمارنة)، وثكنات الشرطة والجيش. على الأطراف الشرقية للمدينة المركزية كانت هناك قرية عمالية مسورة تأوي العمال أثناء بناء المدينة. كانت فيلات وزراء الملك والكهنة ممتدة على جانبي الطريق الملكي إلى الجنوب. في أقصى جنوب المدينة كان هناك مجمع غير عادي يسمى مارو-آتون، وهو مجمع مسور من الحدائق والمسابح وجزيرة اصطناعية وأكشاك في الهواء الطلق. في حين أن الحفارين كانوا يعتقدون في البداية أنه نوع من المنتجعات الترفيهية، إلا أنه من المفهوم الآن أنه مبنى ديني.
كان معظم مساكن تل العمارنة يقع في منطقتين كبيرتين شمال وجنوب المدينة المركزية. ضمت هذه الضواحي المترامية الأطراف العدد الكبير من السكان اللازمين لصيانة البلاط الملكي وإدارة المدينة المركزية. وسكنت الضواحي مجموعة متنوعة للغاية من الفئات الاجتماعية، حيث كان الكهنة والجنود والبناؤون والنحاتون والكتبة يمتلكون أبرز المنازل. أما بالنسبة للأجزاء السكنية في تل العمارنة، فيكاد يكون هناك غياب تام لأي تخطيط مفروض. وخارج ممر الطريق الملكي، كانت هناك بضعة شوارع عريضة، بعيدة كل البعد عن الاستقامة، تمتد شمالاً وجنوباً تقريباً، وتربط الضواحي بالمركز، تتقاطع معها شوارع أصغر متعامدة. أما المنازل نفسها، فقد رُتبت في مجموعات عشوائية تُشكل أحياءً مميزة. ولا يبدو أن هناك أي مفهوم «موقع متميز» سوى موقعها على أحد الشوارع الرئيسية الممتدة من الشمال إلى الجنوب، حيث بدا أن الأغنياء والفقراء يعيشون جنباً إلى جنب. ويبدو أن القرب من المدينة المركزية أو الطريق الملكي لم يكن مهما، وهناك على الأقل مثال واحد لوزير ملكي يبدو أنه اختار العيش بعيدا عن الملك قدر الإمكان.

## ببليوغرافيا
- فيرمان، هـ.و. «ملاحظات طبوغرافية عن المدينة المركزية، تل العمارنة»، مجلة الآثار المصرية 21 (1935): 135-139.
- كيمب، باري. «مدينة العمارنة كمصدر لدراسة المجتمع الحضري في مصر القديمة». علم الآثار العالمي 9.2 (1977): 123-139.
- كيمب، باري. مصر القديمة: تشريح الحضارة، الطبعة الثانية، روتليدج، لندن، نيويورك 2006.(ردمك 978-0-415-23550-1)، 2006.
- ريدفورد، دونالد ب. أخناتون، الملك الزنديق. مطبعة جامعة برينستون، 1984.
- صعودا، إيريك. المدن والقرى المصرية. أكسفورد: شاير، 2008.